# Sale comme un ange
Pour plus de détails, voir Fiche technique et Distribution.
Sale comme un ange  est un  film français réalisé par Catherine Breillat, sorti en 1991.

## Synopsis
Georges Deblache est un flic quinquagénaire, solitaire, et porté sur l'alcool. Son meilleur ami, Manoni, est un trafiquant de drogue notoire qui a un contrat mis sur sa tête par le milieu. Deblache va tout faire pour sauver Manoni. Il installe son coéquipier Theron en protection rapprochée au domicile de Manoni, pour protéger la femme et le fils du dealer. Dans le même temps, il sympathise avec Barbara, l'épouse de Theron, jeune femme très rangée au charme dérangeant. Sur fond d'enquête policière, va s'instaurer entre Georges et Barbara une liaison passionnée, physique...

## Fiche technique
- Titre : Sale comme un ange
- Réalisation : Catherine Breillat
- Assistant réalisateur : Richard Debuisne
- Scénario : Catherine Breillat
- Musique : Stéphane Magnard et Olivier Manoury
- Directeur(s) de la photographie : Laurent Dailland et Bernard Tissier
- Montage : Agnès Guillemot
- Pays d'origine :  France
- Format : couleurs -  35 mm
- Genre : drame
- Durée : 102 minutes
- Dates de sortie : 
  - France : 19 juin 1991

## Distribution
- Claude Brasseur : Georges Deblache
- Lio : Barbara Theron
- Nils Tavernier : Didier Theron
- Roland Amstutz : Le commissaire
- Claude-Jean Philippe : Manoni
- Léa Gabrielle : Judy

Les inspecteurs :
- Samuel Le Bihan
- Patrick Aurignac
- Michel Field
- Michel Scotto di Carlo
- Vincent di Grande
- Olivier Parniere
- Thierry Brout
- Franck Jazede
- Alberto Maccione
- Brigitte Lecordier
- Jean-Pierre Gos : l'inspecteur de la criminelle

- Fabienne Mirbeau : une infirmière
- Matthieu Bauer : le voleur de mobylette
- Gaetano Falzone : le braqueur de la rue Budapest
- Pascal Gug : le préfet
- Anny Chasson : Vishia
- Sékautine : Chazier
- Lorella di Cicco : Arlette
- Alain Schlumberger : Jeannot
- Renos Mandis : Mohamed
- Franck Karaoui : Francky
- Leila Samir : la danseuse arabe
- Hakim Hamadi : barman arabe
- Cyril Aventurin : le barman antillais
- Giuseppe Santonocito : un voyou
- Gilbert Lechat : un truand au cercle de jeux